# 미국의 교육

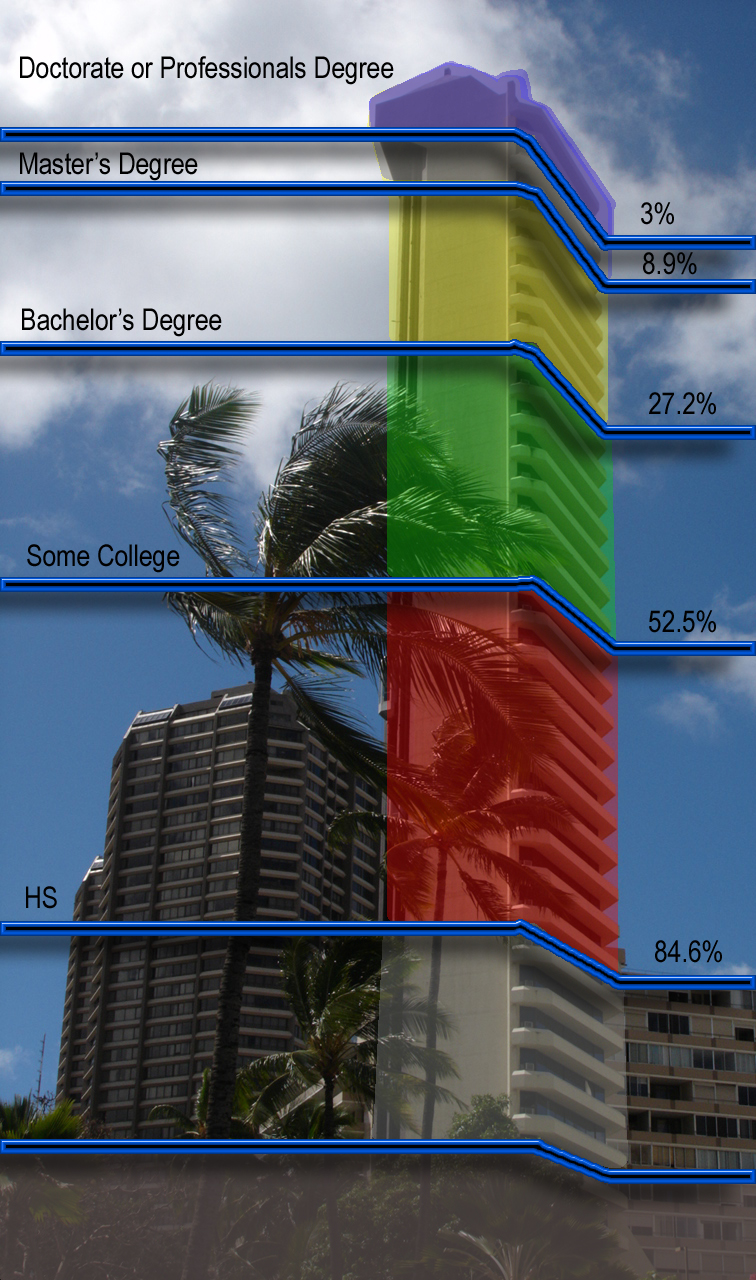
Educational attainment in the United States

본 문서는 미국의 교육에 관한 내용이다.

## 역사
처음 개척자들은 종교적 자유를 찾아온 서구의 신교도였으므로, 그들의 교육적 필요는 종교를 지키고 계승·발전토록 하는 데 있었다. 초기의 교육은 초등학교로는 종파색채가 짙은 부인 경영학교(dame school)·교구학교(parochial school)·습자학교(writing school)·자선학교(charity school) 등의 가정부인 및 교회 중심의 학교가 성립되었고, 중등학교로는 라틴어학교(latin grammar school)와, 실용교과를 중시하는 아카데미가 있었고, 대학으로는 하버드(1636)·윌리엄 앤 메리(1693)·예일(1701)·프린스턴(1746)·펜실베이니아(1753)·컬럼비아(1754)·브라운(1764)·러트거스(1766)·다트머스(1769) 등 고전연구와 목사양성을 목적으로 하는 9개의 고등교육기관이 설립되었다.
다음 18세기 후반부터는 국민들이 독립전쟁·자본주의의 발흥 등 사회변동을 겪으면서 각성하자, 국가적 차원의 교육적 필요가 생겨 비종파적·공공적 공교육제도가 나타나게 되었다. 초등교육은 1830년대 이후 미국 '공립학교의 아버지'라고 불리는 호레이스 만(Horace Mann, 1796-1859)이 매사추세츠 주에 무상 공립 소학교를 세운 것을 효시로 1860년까지 많은 주에서 공교육제도가 수립되었다. 중등교육은 식민지시대의 프랑스어 학교가 쇠퇴하고 그 대신 사립 아카데미와 19세기 후반의 공립고등학교가 등장을 하여 매사추세츠·뉴욕·일리노이 등 많은 주에서 점차 무상공교육화가 실시되었다. 또 고등교육은 1819년 '다트머스 대학 사건'이 계기가 되어 사립대학의 지위가 확보됨과 동시에 새로운 주립대학이 생겨, 20세기 초에는 대부분의 주가 주립대학을 갖게 되었다. 이같이 하여 초등·중등·고등 단계의 단선형(單線型) 공교육제도가 확립되고, 미국적 대중민주주의에 힘입어 교육의 대중화의 길이 열리게 되었다.

## 교육행정
미국의 교육에 관한 사항은 주정부의 권한에 속하는 사항으로서, 각 주 및 지방교육구의 교육위원회가 행정을 맡고 있다. 따라서 전국에 공통된 교육제도는 없다. 이와 같은 지방분권이 곧 미국교육의 고유한 전통이요, 특색이 되고 있다. 주교육위원회의 조직 및 직무권한은 각 주에 따라 다르며 주로 주내(州內) 공립학교의 구체적 교육계획, 정책수립기관이라고 말할 수 있다. 따라서 주교육위원회는 주헌법과 법률의 범위내에서 규칙을 정할 수 있어 주내(州內) 각 지방교육위원회에 대해 구속력을 갖고 있다. 예를 들면, 주는 공립학교제도의 수립과 유지, 공사립 학교에 관한 규칙의 제정, 교과과정·교직원·학교건축 등에 관한 최저기준의 설정, 지방학구의 설치·폐지, 지방교육구의 직무권한의 한계 등을 정하는 일을 하게 된다. 또 주에 의해 정해진 직무권한 한계 안에서 지방교육구의 교육위원회는 교육방침 및 교육계획의 수립, 교육장 및 교사의 채용, 학교의 감독, 학교 건축·교육세 징수 등의 권한을 갖고 있다.
1965-1966년에 들어와 50개 주와 2만 6천 983개의 교육구 중 공교육비의 53%는 지방교육구가 부담하고, 주는 39.1%, 연방정부는 7.9% 정도 부담하고 있다. 공교육비의 대부분을 아직도 지방교육구가 부담하고 있는데, 이는 지역사회의 교육에 대하여 지방교육위원회가 책임을 지고 있기 때문이다. 또 최근 아주 작은 교육구를 통합·폐합해서 카운티(county) 또는 주니어 칼리지 혹은 커뮤니티 칼리지의 교육구로 집권화시키는 한편, 주의 권한을 이들 교육구로 분권화시키려는 경향이 있다. 연방정부도 또한 일반복지 향상을 위한 공교육의 발전을 조성시키는 책임이 있다고 하여 연방교육국이 주로 고등교육을 중심으로 각종 교육서비스·교육연구활동·보조금의 교부 등의 활동을 하고 있다.

## 교육제도

미국의 학제

전형적인 단선형(單線型)으로, 8·4제, 6·3·3제, 6·6제 등 다양하다. 어떤 경우든지 12년을 수료하면 단기대학 또는 4년제 대학에 진학할 수 있다. 대부분의 주는 12년간의 무상 공교육제도가 확립되어 있고, 9-12년간의 의무교육을 행하고 있다. 1967년도에 초등학교(1-8학년)에는 모든 사람이, 중등학교(9-12학년)에는 동연령집단의 80%가, 대학에는 33%가 재학하고 그 총수는 전인구의 3분의 1에 달하고 있다. 또 1968년도에는 대학의 경우 71%가 공립, 29%가 사립에 재적하고, 초·중등의 경우 27.6%가 사립학교의 학생이다.

## 교육내용
미국의 교육은 일반적으로 민주주의 달성을 위한 수단으로 생각할 수 있는데, 주요 교육목적은 '개인의 자기실현 조성' '선량한 시민의 육성' '유동적·개방적 시민사회에서의 생산적 노동자의 육성' '가정 및 공동사회 내의 선량한 성원의 육성' 등이다. 그러나 최근에는 '사고력 양성'이 미국교육의 중심목적으로 되어가고 있다. 이것은 급속한 과학기술의 발달에 따른 커리큘럼 개조운동과도 관계가 있다. 즉 미국의 학교는 사실적 지식보다 아이디어(창의적 지식)를 중요시하게 되어, 각 교과목의 기본핵심은 학생들로 하여금 적극적 관찰력을 가능하게 하는 데 있다고 생각하고 있다. 또 학교는 각 학생의 소질과 능력을 최대한 발휘시키기 위하여 각 개인의 요구·흥미·능력에 부합되는 교육을 실시해야 된다고 생각하고 있다.'개인차를 항상 유의하라'는 것이 미국교육의 슬로건이며, 그 구체적 실현방법으로 능력별 편성, 무학년제, 다양한 교육과정의 편성, 특수교육 및 영재교육 중시 등의 조치를 취하고 있다.
이렇게 미국교육은 개인의 고유한 재능을 길러주는 것을 목표로 하지만, 동시에 미국사회를 구성하고 있는 온갖 종교적·인종적·민족적 집단에 속하는 사람들의 다양한 문화를 보호하는 역할도 하고 있다.그래서 모든 학교의 생활면, 즉 교육방침·교육과정·수업·과외활동 등에 강력히 반영되고 있다. 또 한편 미국교육은 사회적 요구에의 부응, 사회에의 봉사를 교육목적으로 하고 있다. 사회적 요구에 부응하는 커리큘럼의 다양화와 2년제 단기대학인 커뮤니티 칼리지가 지역사회와 밀접한 관계를 맺고 있는 것은 미국 대학의 특색이라 할 수 있다. 그러나 최근에는 학교가 다만 사회적 봉사뿐 아니라 사회의 지도, 개조의 기능도 할 수 있어야 한다는 소리가 높아 가고 있다.

## 특징

### 지방교육구
지방교육구(地方敎育區, local school district)는 미국 전역에 걸쳐 약 7천500여 개가 있다. 크기는 일정치 않고 거의 시·군·읍·면과 지리적 경계선이 일치하거나 가까울지라도 지방행정 단위와는 별도의 법인격(法人格)을 가진 공공단체이다. 교육위원회 또는 학교위원회가 통솔하며 그 구성원은 시장이나 지방행정당국이 임명하는 경우는 극히 드물고 보통 일반투표에 의해 선출한다.

### 지방교육위원회
지방교육위원회(地方敎育委員會)는 주의 법령규정 한도내에서 교육세금을 부과할 수 있다. 지방교육위원회의 사무장 격인 교육감의 선출은 전문적 훈련을 받은 사람 중에서 선정, 임명한다. 또 일반적으로 교육감의 추천에 따라 교사·장학관·교장 및 사무직원을 임명한다.

### 연방교육국
1967년 이래 대통령이 임명하는 교육처장이 장으로 되어 있다. 1939년 이후 연방 안전보장기구의 1국(一局)으로 편입됐다가 1953년 연방 안전보장기구가 보건교육 복지부로 승격됨과 동시에 이 관청의 한 부처로 되어 있다. 주나 지방교육구에 대한 행정적 권한은 전혀 없고, 연방의회가 제정한 특별법에 따라 주나 지방자치단체에 재정보조를 하며, 비획일적·비강제적인 방법으로 미국전역의 각급 단계 교육발전을 위한 연구·조사·출판·협의회·상담조력 및 통계자료를 제공하고 있다.

### 무학년제
무학년제(無學年制, nongraded school)는 획일적 학년제와는 달리, 아동·학생의 개인차를 기준으로 삼고, 그들이 가지고 있는 잠재적 가능성을 최대한 기르는 수업을 진행하는 학교조직이다. 따라서 능력있는 아동·학생보다도 개개의 지진아(遲進兒)의 흥미·관심·진도에 맞는 수업을 진행하여 자발적 학습의욕을 환기시키고 계속적 진보를 추구 하려는 데 중점을 두고 있는 제도이다.

### 국가방위교육법
구 소련의 인공위성 스푸트니크 쇼크(Sputnik shock)가 계기가 되어 1958년 제정한 법으로, 국가방위상 필요한 인재를 확보하기 위해 제조치를 규정한 법령이다. 이 법령을 통하여 연방정부는 교육에 대하여 적극적인 관여를 하게 되었다. 종래의 지방분권적·자연발생적·민중통제적 교육제도의 여러 결함을 국가적으로 조정하고, 연방정부의 중요 정책이 주의 교육행정 기관을 통해 구체화될 수 있는 체제를 확립하려는 것이다.

## 같이 보기
- 한국계 미국인
- 미국의 이민
- 퍼블릭 아이비
- 아이비리그